# Giải vô địch bóng đá trong nhà thế giới 1989
Giải vô địch bóng đá trong nhà thế giới 1989 được diễn ra tại Hà Lan, Brazil giành chức vô địch. Đây là giải vô địch thế giới đầu tiên được bảo hộ bởi cơ quan quản lý bóng đá thế giới.

## Địa điểm thi đấu
Hà lan có hàng trăm nhà thi đấu thể thao. Ban tổ chức của KNVB đã chọn ra 5 sân có sức hút và lớn nhất để tổ chức giải vô địch thế giới môn bóng đá năm người đầu tiên.
| Amsterdam        | Arnhem  | Leeuwarden            | Rotterdam        | 's-Hertogenbosch            |
| ---------------- | ------- | --------------------- | ---------------- | --------------------------- |
| Sporthallen Zuid | Rijnhal | Sporthal Kalverdijkje | Sportpaleis Ahoy | Maaspoort Sports and Events |
| 3,500            | 6,500   | 4,000                 | 7,000            | 3,500                       |
|                  |         |                       |                  |                             |